# Brent (Oklahoma)
Brent és una concentració de població designada pel cens dels Estats Units a l'estat d'Oklahoma. Segons el cens del 2000 tenia 504 habitants.

## Demografia
Segons el cens del 2000, Brent tenia 504 habitants, 206 habitatges, i 148 famílies. La densitat de població era de 17,5 habitants per km².
Dels 206 habitatges en un 31,6% hi vivien nens de menys de 18 anys, en un 64,1% hi vivien parelles casades, en un 6,8% dones solteres, i en un 27,7% no eren unitats familiars. En el 23,8% dels habitatges hi vivien persones soles el 8,7% de les quals corresponia a persones de 65 anys o més que vivien soles. El nombre mitjà de persones vivint en cada habitatge era de 2,45 i el nombre mitjà de persones que vivien en cada família era de 2,93.
Per edats la població es repartia de la següent manera: un 23,8% tenia menys de 18 anys, un 7,5% entre 18 i 24, un 28,2% entre 25 i 44, un 26,8% de 45 a 60 i un 13,7% 65 anys o més.
L'edat mediana era de 38 anys. Per cada 100 dones de 18 o més anys hi havia 106,5 homes.
La renda mediana per habitatge era de 24.141 $ i la renda mediana per família de 27.813 $. Els homes tenien una renda mediana de 21.250 $ mentre que les dones 16.042 $. La renda per capita de la població era d'11.968 $. Entorn del 10,1% de les famílies i el 13,9% de la població estaven per davall del llindar de pobresa.

## Poblacions més properes
El següent diagrama mostra les poblacions més properes.